# Bistum Uromi

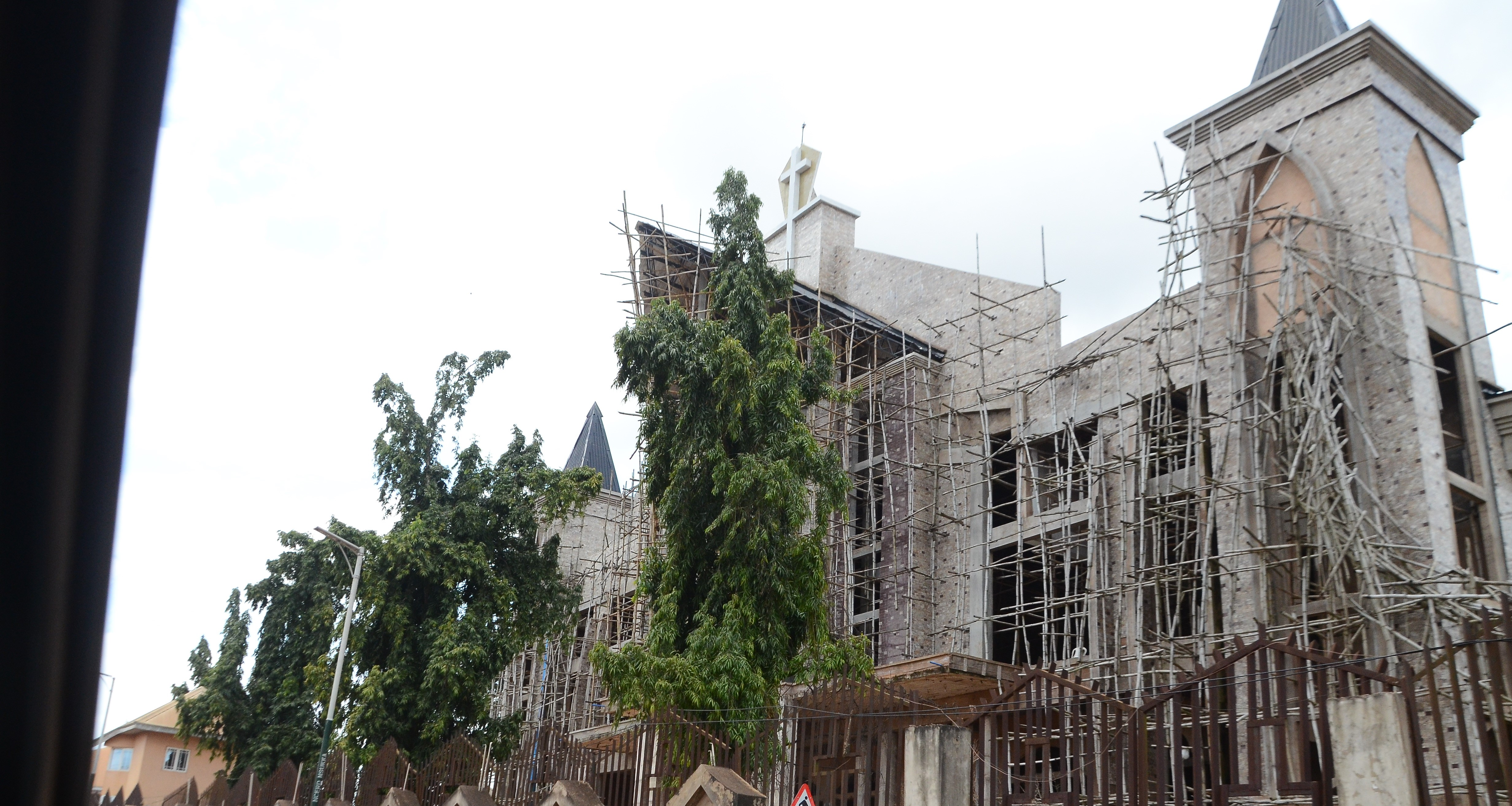
Katholische St. Anthony Kirche in Uromi (2021)

Das Bistum Uromi (lat.: Dioecesis Uromiensis) ist eine in Nigeria gelegene römisch-katholische Diözese mit Sitz in Uromi.

## Geschichte
Das Bistum Uromi wurde am 14. Dezember 2005 durch Papst Benedikt XVI. mit der Apostolischen Konstitution Cunctae catholicae Ecclesiae aus Gebietsabtretungen des Erzbistums Benin City errichtet und diesem als Suffraganbistum unterstellt.

## Bischöfe von Uromi
- Augustine Obiora Akubeze, 2005–2011, dann Erzbischof von Benin City
- Donatus Aihmiosion Ogun OSA, seit 2014